# Banyeres del Penedès
Banyeres del Penedès település Spanyolországban, Tarragona tartományban. Banyeres del Penedès Albinyana, Santa Oliva, La Bisbal del Penedès, Llorenç del Penedès, Sant Jaume dels Domenys, L'Arboç és Bellvei községekkel határos. Lakosainak száma 3347 fő (2024).

## Népesség
A település népessége az elmúlt években az alábbi módon változott:
| Lakosok száma | 108  | 673  | 680  | 614  | 1570 | 2003 | 2945 | 3057 | 3170 | 3347 |
|               | 1717 | 1887 | 1936 | 1960 | 1986 | 2004 | 2009 | 2014 | 2019 | 2024 |